# 亜咲花
亜咲花（あさか、1999年10月7日 - ）は、日本の女性歌手、元コスプレイヤーである。愛知県名古屋市出身。身長152cm、血液型はB型。所属事務所はCAT entertainment。現在は、声優としても活動している。

## 略歴
両親の仕事の都合で3歳から5年間、アメリカ・ミシガン州で暮らす。帰国後は東京での2年間を経て、名古屋で生活する。
小学5年生の頃、『涼宮ハルヒの憂鬱』のEDテーマ「ハレ晴レユカイ」のダンスを観てからアニメにはまる。中学1年生の時、音楽教師にかけられた言葉をきっかけに歌手を目指すようになる。その後『マクロスF』を見てMay'nの存在を知り、アニソン歌手になろうと決める。色々なカラオケ大会やオーディションに参加し、2015年のNHKアニソンのど自慢G第2回大会では予選を通過し決勝に出場した。
通っていたボイストレーニングスクール の校内オーディションをきっかけに声を掛けられ、ラジオ出演を経て、2016年10月、高校2年生（17歳）の時にシングル「Open your eyes」（『Occultic;Nine -オカルティック・ナイン-』EDテーマ）で歌手デビューする。その後もアニメ・ゲームのタイアップ曲をリリース。
高校卒業年となる2018年には、初ワンマンライブ『graduate from LJK』を東京・Shibuya WWWを開催。また目標であったAnimelo Summer Liveに初出演する。
2019年10月7日、20歳の誕生日に1stフルアルバム『HEART TOUCH』を発売。
2022年4月21日に発売したメモリアル写真集『Flower Bouquet』で水着グラビアを初披露。また9月26日発売の『週刊プレイボーイ 41号』（集英社）で雑誌グラビアにも初挑戦した。
2022年10月1日でアミュレートを退所し、CAT entertainmentに移籍。但し、MAGES.には引き続きレコードレーベルとして所属を継続する。

## 人物
- アーティスト名の意味は「亜細亜に咲く花」[注 1]。
- 趣味・特技はアニメ鑑賞、カラオケ、コスプレ、ネイル、英語[3]。アニメ・ゲーム・漫画など二次元系全般を好む[5]。デビュー前はコスプレイヤーとしても活動していた[16]。また海外単身赴任中の父とプレイするために始めたオンライン麻雀を切っ掛けに麻雀にもハマっている[17]。
- 歌手を目指す以前は将来は通訳の仕事に就こうと思っており、中学・高校は一貫教育の国際校に通っていた[8]。歌手としても経験を生かし、英語で作詞したり洋楽テイストのアニソンを歌ったりして、世界中で楽しんでもらえるアニソンを作っていきたいと述べている[18]。
- アニソンのど自慢Gの決勝大会に出場した際、ゲスト出演していたMay'nに「May'nさんを目標にしています」と伝えたことがある[4]。また、鈴木このみは身近で目標としている先輩である[8][注 2]。
- 2014年のAnimelo Summer Live（アニサマ）で、自身もファンであるangelaのKATSUの「この場所は世界一気持ちいいから上がってこいよ」というMCに感銘を受け、アニサマに出演することを目標にしてきた[20]。アニサマ2017のけやき広場（外会場）ステージを経て、アニサマ2018で初出場が実現した。
- 鈴木みのりとも同郷繋がりで親交が深く、互いのデビュー前に名古屋市内のイベント会場でニアミスをしていたこともあったという[21]。

### 競馬との関わり
- 競馬好きの父親の影響と、ゲーム「ウマ娘 プリティーダービー」をきっかけに、本格的に競馬に興味を持ち始め、父親にアドバイスをもらいつつ、2021年の有馬記念から馬券を購入するようになった[22]。特に好きな競走馬は同年の有馬記念勝ち馬であるエフフォーリアで[23]、後に同馬の主戦騎手を務めた横山武史を応援するようになった[24]。
- メインレースに間に合わせるためにスケジュールを調整してもらったり、2023年からは川崎競馬を中心に地方競馬の配信に出演。果ては「ウマ娘のキャスト」になりたいと、本来は専門外である声優の勉強を始め、エスポワールシチー役でオーディションに合格した[25]。出演に際し、佐賀競馬配信で共演しているエスポワールシチーの主戦騎手の佐藤哲三にXを通じて挨拶を入れている[26][27]。

## 作品

### シングル
|         | 発売日         | タイトル                   | 規格品番   | 規格品番                                               | オリコン 最高位 |
| DVD付盤 | 発売日         | タイトル                   | 通常盤     |                                                        | オリコン 最高位 |
| ------- | -------------- | -------------------------- | ---------- | ------------------------------------------------------ | --------------- |
| 1st     | 2016年10月26日 | Open your eyes             | SVWC-70208 | SVWC-70210                                             | 89位            |
| 2nd     | 2017年7月26日  | Edelweiss                  | USSW-0043  | USSW-0044                                              | 74位            |
| 3rd     | 2017年11月8日  | Play the game              | —          | USSW-0061 (OCCULTIC;NINE盤) USSW-0062 (ネプテューヌ盤) | 47位            |
| 4th     | 2018年1月24日  | SHINY DAYS                 | USSW-0069  | USSW-0070                                              | 32位            |
| 5th     | 2018年8月15日  | Eternal Star               | USSW-0112  | USSW-0113                                              | 46位            |
| 6th     | 2019年4月24日  | この世の果てで恋を唄う少女 | USSW-0168  | USSW-0169                                              | 48位            |
| 7th     | 2020年1月29日  | The Sunshower              | USSW-0230  | USSW-0229                                              | 32位            |
| 8th     | 2020年10月14日 | I believe what you said    | USSW-0270  | USSW-0271                                              | 23位            |
| 9th     | 2021年1月27日  | Seize The Day              | USSW-0284  | USSW-0285                                              | 19位            |
| 10th    | 2021年11月10日 | BELIEVE MYSELF             | USSW-0329  | USSW-0330                                              | 41位            |
| 11th    | 2022年1月26日  | Ready Set Go!!             | USSW-0334  | USSW-0335                                              | 44位            |
| 12th    | 2022年6月29日  | Sun Is Coming Up           | USSW-0350  | USSW-0351                                              | 25位            |
| 13th    | 2022年8月10日  | 夏夢ノイジー               | USSW-0368  | USSW-0369                                              | 54位            |
| 14th    | 2024年2月7日   | わやわやわー!              | —          | USSW-0467                                              | 42位            |
| 15th    | 2024年4月24日  | So Precious                | USSW-0477  | USSW-0478                                              | 34位            |
| 16th    | 2025年2月26日  | GIVE & TAKE                | ATOM-0003  | ATOM-0004                                              | 44位            |

#### スプリット・シングル
| 通算 | 発売日        | タイトル                                                                          | 規格品番   | 規格品番  | 備考                                                 |
| 通算 | 発売日        | タイトル                                                                          | 初回限定盤 | 通常盤    | 備考                                                 |
| ---- | ------------- | --------------------------------------------------------------------------------- | ---------- | --------- | ---------------------------------------------------- |
| 1    | 2018年9月27日 | 『勇者ネプテューヌ 世界よ宇宙よ刮目せよ!! アルティメットRPG宣言!!』OP・ED主題歌CD | —          | USSW-0123 | 2曲目に亜咲花の「Never ending true stories」を収録。 |
| 2    | 2021年9月22日 | シンスメモリーズ 星天の下で 主題歌集                                              | USSW-0311  | USSW-0312 | 1曲目に亜咲花の「光と影のラプラス」を収録。          |

### デジタルシングル
| 発売日         | タイトル                                 |
| -------------- | ---------------------------------------- |
| 2021年11月11日 | See The Light                            |
| 2022年3月11日  | Easy Life, Easy Curry ―カレーメシのうた― |
| 2023年1月26日  | 燈火                                     |
| 2023年6月21日  | 追想                                     |
| 2023年10月12日 | All is mind!                             |

### アルバム
|        | 発売日        | タイトル    | 規格品番  | 規格品番  | オリコン 最高位 |
| BD付盤 | 発売日        | タイトル    | 通常盤    |           | オリコン 最高位 |
| ------ | ------------- | ----------- | --------- | --------- | --------------- |
| ミニ   | 2019年1月9日  | 19BOX       | —         | USSW-0147 | 49位            |
| 1st    | 2019年10月7日 | HEART TOUCH | USSW-0205 | USSW-0206 | 40位            |
| 2nd    | 2021年8月11日 | Pontoon     | USSW-0307 | USSW-0308 | 45位            |
| 3rd    | 2023年6月28日 | Who's Me?   | USSW-0413 | USSW-0414 | 70位            |

### 映像作品
| 発売日              | タイトル                                                | 規格品番       | 規格品番       | オリコン 最高位 |                |
| 発売日              | タイトル                                                | BD             | DVD            | オリコン 最高位 |                |
| ワンマンライブ      | ワンマンライブ                                          | ワンマンライブ | ワンマンライブ | ワンマンライブ  | ワンマンライブ |
| ------------------- | ------------------------------------------------------- | -------------- | -------------- | --------------- | -------------- |
| 2020年3月25日       | 亜咲花 20th Birthday Live ～EVE～                       | USSW-50046     | —              | 188位           |                |
| 2021年3月31日       | 亜咲花ワンマンライブ2020 ～ERA～                        | USSW-50053     | —              | 65位            |                |
| 2022年09月28日      | 亜咲花 5th ANNIVERSARY LIVE ～Thank you sooooo much!!～ | USSW-50062     | —              | 160位           |                |
| Animelo Summer Live |                                                         |                |                |                 |                |
| 2019年3月27日       | Animelo Summer Live 2018 "OK!" 08.24                    | SSXX-41～42    | —              | 9位             |                |
| 2020年3月25日       | Animelo Summer Live 2019 -STORY- DAY2                   | KIXM-409/10    | —              | 7位             |                |
| 2022年4月6日        | Animelo Summer Live 2021 -COLORS- 8.28                  | LABX-8534～5   | —              | 6位             |                |
| 2023年3月29日       | Animelo Summer Live 2022 -Sparkle- DAY1                 | SSXX-223～224  | —              | 8位             |                |
| 2025年3月26日       | Animelo Summer Live 2024 -Stargazer- 9/1                | LABX-8863～4   | —              | 12位            |                |

### 写真集
- Flower Bouquet（2022年4月21日、RE TOKYO PUBLISHING、撮影：上溝恭香） ISBN 978-4-9910987-1-0 [13]

### デジタル写真集
- 亜咲花写真集「太陽が教えてくれた」 週プレ PHOTO BOOK（2022年9月26日、集英社、撮影：藤本和典）[37]
- 亜咲花 Born This Way vol.1 FRIDAYデジタル写真集（2024年10月4日、講談社、撮影：佐藤佑一）[38]
- 亜咲花 Born This Way vol.2 100P超豪華版 FRIDAYデジタル写真集（2024年10月4日、講談社、撮影：佐藤佑一）[39]

### タイアップ曲
| 楽曲                                     | タイアップ                                                                                     | 時期   |
| ---------------------------------------- | ---------------------------------------------------------------------------------------------- | ------ |
| Open your eyes                           | テレビアニメ『Occultic;Nine -オカルティック・ナイン-』エンディングテーマ                       | 2016年 |
| ILLUMINA                                 | ゲーム『A lot of Stories』挿入歌                                                               | 2016年 |
| Edelweiss                                | テレビアニメ『セントールの悩み』エンディングテーマ                                             | 2017年 |
| Edelweiss                                | TOKYO MX『アニ☆ステ』2017年8月度エンディングテーマ                                             | 2017年 |
| Unfulfilled Butterfly                    | TOKYO MX 高校野球中継2017 （第99回全国高等学校野球選手権東東京・西東京大会）テーマソング       | 2017年 |
| Play the game                            | ゲーム『OCCULTIC;NINE』オープニングテーマ                                                      | 2017年 |
| キミと始まる物語                         | ゲーム『新次元ゲイム ネプテューヌVIIR』エンディングテーマ                                      | 2017年 |
| SHINY DAYS                               | テレビアニメ『ゆるキャン△』オープニングテーマ                                                  | 2018年 |
| Eternal Star                             | テレビアニメ『ISLAND』エンディングテーマ                                                       | 2018年 |
| Marine SNOW                              | テレビアニメ『ISLAND』エンディングテーマ                                                       | 2018年 |
| KILL ME One More Time?                   | TOKYO MX『アニ☆ステ』 2019年1月度エンディングテーマ                                            | 2019年 |
| この世の果てで恋を唄う少女               | テレビアニメ『この世の果てで恋を唄う少女YU-NO』現世編オープニングテーマ                        | 2019年 |
| Childhood's End                          | ゲーム『グリザイア:ファントムトリガー Vol.6』エンディングテーマ                                | 2019年 |
| Place of promise                         | ゲーム『夢現Re:Master』主題歌                                                                  | 2019年 |
| 神の数式                                 | テレビアニメ『この世の果てで恋を唄う少女YU-NO』異世界編エンディングテーマ                      | 2019年 |
| Isn't It Fun?                            | テレビアニメ『ゆるキャン△』イメージソング                                                      | 2019年 |
| 月晕谭-lunaring-                         | スマートフォンゲーム『CODE:SEED -星火ノ唄-』主題歌                                             | 2019年 |
| The Sunshower                            | テレビアニメ『へやキャン△』主題歌                                                              | 2020年 |
| 流星の空へ                               | Nintendo Switch ゲーム『明治活劇 ハイカラ流星組 -成敗しませう、世直し稼業-』エンディングテーマ | 2020年 |
| I believe what you said                  | テレビアニメ『ひぐらしのなく頃に業』オープニングテーマ                                         | 2020年 |
| Seize The Day                            | テレビアニメ『ゆるキャン△ SEASON2』オープニングテーマ                                          | 2021年 |
| 光と影のラプラス                         | Nintendo Switch / PlayStation 4『シンスメモリーズ 星天の下で』オープニングテーマ               | 2021年 |
| Make a BIG WAVE!!                        | テレビ朝日「お願い!ランキング」8月度エンディングテーマ                                         | 2021年 |
| BELIEVE MYSELF                           | テレビアニメ『シキザクラ』オープニングテーマ                                                   | 2021年 |
| See The Light                            | PS4・Nintendo Switchゲーム『ゆるキャン△ Have a nice day!』オープニングテーマ                   | 2021年 |
| Ready Set Go!!                           | テレビアニメ『賢者の弟子を名乗る賢者』オープニングテーマ                                       | 2022年 |
| バラッド                                 | テレビアニメ『賢者の弟子を名乗る賢者』第8話エンディングテーマ                                  | 2022年 |
| Easy Life, Easy Curry ―カレーメシのうた― | テレビアニメ「ゆるキャン△」× 日清食品「カレーメシ」オリジナル・コラボソング                    | 2022年 |
| Sun Is Coming Up                         | 劇場アニメ『映画 ゆるキャン△』オープニングテーマ                                               | 2022年 |
| 夏夢ノイジー                             | テレビアニメ『サマータイムレンダ』2ndオープニングテーマ                                        | 2022年 |
| Never ending ture stories                | OVA『超次元ゲイム ネプテューヌ 〜陽だまりのリトルパープル〜』挿入歌                            | 2022年 |
| Mob’s God’s                              | PS4・Nintendo Switchゲーム『ANONYMOUS;CODE』グランドエンディングテーマ                         | 2022年 |
| 追想                                     | ニコニコチャンネル+『亜咲花の捜査 FILE』エンディングテーマ                                     | 2023年 |
| 橙火                                     | PS4・Nintendo Switchゲーム『サマータイムレンダ Another Horizon』オープニングテーマ             | 2023年 |
| Triple Crown                             | BS11『アニゲー☆イレブン!』 2023年6月度エンディングテーマ                                       | 2023年 |
| Trust My Heart                           | PS4・PS5・Nintendo Switch『超次元ゲイム ネプテューヌ GameMaker R:Evolution』エンディングテーマ | 2023年 |
| All is mind!                             | Nintendo Switch ゲーム『リアセカイ』主題歌                                                     | 2023年 |
| わやわやわー!                            | テレビアニメ『道産子ギャルはなまらめんこい』エンディングテーマ                                 | 2024年 |
| White Aube                               | Nintendo Switch『ミストニアの翅望 -The Lost Delight-』エンディングテーマ                       | 2024年 |
| I Don’t Even Know                        | Nintendo Switch『ミストニアの翅望 -The Lost Delight-』エンディングテーマ                       | 2024年 |
| So Precious                              | テレビアニメ『ゆるキャン△ SEASON 3』エンディングテーマ                                         | 2024年 |
| GIVE & TAKE                              | テレビアニメ『アラフォー男の異世界通販生活』オープニングテーマ                                 | 2025年 |
| 夢のバトン ～Smile for you～             | グリーンチャンネル 開局30周年記念イメージソング                                                | 2025年 |

### 歌手参加楽曲
| 発売日        | 商品名                                           | 歌 | 楽曲                          | 備考                                                                                        |
| ------------- | ------------------------------------------------ | --- | ----------------------------- | ------------------------------------------------------------------------------------------- |
| 2018年5月16日 | Stand by...MUSIC!!!                              | アイドルマスター SideM、アイドルマスター ミリオンライブ！ ミリオンスターズ、亜咲花、伊藤美来、内田彩、内田真礼、オーイシマサヨシ、GRANRODEO(KISHOW)、鈴木このみ、鈴木みのり、竹達彩奈、TRUE、fhána、悠木碧 | 「Stand by...MUSIC!!!」       | ライブイベント『Animelo Summer Live 2018 "OK!"』テーマソング                                |
| 2018年9月27日 | Dia vo Lhizer/Never ending true stories          | 亜咲花 | 「Never ending true stories」 | ゲーム『勇者ネプテューヌ 世界よ宇宙よ刮目せよ!! アルティメットRPG宣言!!』エンディングテーマ |
| 2019年5月17日 | CROSSING STORIES                                 | 亜咲花、石原夏織、伊藤美来、オーイシマサヨシ、大橋彩香、ZAQ、JUNNA、鈴木このみ、スフィア、TRUE、towana（fhána）、畠中祐、幹葉（スピラ・スピカ）、三森すずこ                                                | 「CROSSING STORIES」          | ライブイベント『Animelo Summer Live 2019 -STORY-』テーマソング                              |
| 2020年6月12日 | なんてカラフルな世界！                           | オーイシマサヨシ（OxT）、KISHO]（GRANRODEO）、i☆Ris、亜咲花、雨宮天、東山奈央、幹葉（スピラ・スピカ）、鈴木愛奈、仲村宗悟、伊藤昌弘（Argonavis）                                                           | 「なんてカラフルな世界！」    | ライブイベント『Animelo Summer Live 2020 -COLORS-』テーマソング                             |
| 2021年3月31日 | ゆるキャン△ SEASON2 オリジナル・サウンドトラック | 佐々木恵梨&亜咲花 | 「この場所で。」              | テレビアニメ『ゆるキャン△ SEASON2』挿入歌                                                   |

### キャラクターソング
| 発売日         | 商品名                                    | 歌 | 楽曲                                             | 備考                                      |
| -------------- | ----------------------------------------- | --- | ------------------------------------------------ | ----------------------------------------- |
| 2024年11月20日 | BRAIN HACK                                | Parabola | 「BRAIN HACK」 「勇者 －アカペラアレンジver.－」 | 『うたごえはミルフィーユ』関連曲          |
| 2024年12月11日 | ウマ娘 プリティーダービー WINNING LIVE 23 | エスポワールシチー（亜咲花） | 「ピヨっピヨにしてやんよッ！」                   | ゲーム『ウマ娘 プリティーダービー』関連曲 |
| 2024年12月11日 | ウマ娘 プリティーダービー WINNING LIVE 23 | ビワハヤヒデ（近藤唯）、エアシャカール（津田美波）、ナリタタイシン（渡部恵子）、フリオーソ（西連寺亜希）、トランセンド（塚田悠衣）、エスポワールシチー（亜咲花）、シンボリクリスエス（春川芽生）、タニノギムレット（松岡美里） | 「うまぴょい伝説」                               | ゲーム『ウマ娘 プリティーダービー』関連曲 |
| 2025年4月23日  | うたごえハイシックス/STAY GOLD            | Parabola | 「STAY GOLD」                                    | 『うたごえはミルフィーユ』関連曲          |

## 出演

### ウェブドラマ
- TOKYOドラゴン飯店 負けるな!! 琉球占い師リオちゃん!（2020年8月31日、Amazonプライムビデオ、FODほか、ライツキューブ製作） - リリ 役[51]

### インターネット配信
- ファミ通LIVE（2020年6月4日 - 2021年6月3日、YouTube・ニコニコ生放送・Periscope）- メインMC（週替わり）[52]
- 木野と亜咲花と（2020年12月8日[53] - 2021年11月9日[54]、YouTube／2022年2月17日[55] - 2022年9月15日、ニコニコチャンネルプラス・YouTube）[注 3]
- 向さん、1時間空きました（2021年11月12日、ニコニコチャンネル）
- 鷲崎健のアコギFUN!クラブ #60（2022年3月18日、ニコニコ生放送）[56]
- 進藤あまねの「#あまね部!」くじメイト特番 supported by animelo（2022年10月21日、ニコニコ生放送）[57]
- 亜咲花の捜査FILE（2023年1月[58][59] - 12月[60][61][62]、ニコニコチャンネルプラス・YouTube[注 4]）
- 亜咲花・吉宮瑠織のあさるりボックス（2023年7月31日[63] - 2024年7月24日[64][65] 、ニコニコ生放送・YouTube）
- 川崎競馬スパーキングトークLIVE（2023年より不定期出演（原則、開催節最終日）、YouTube）
- ヨルノヲケイバ～高知けいばライブ～（2023年より不定期出演、YouTube）
- 亜咲花・木村千咲の咲きたいっ! サタデー（2024年[66] - 2025年[67]、ニコニコチャンネル・YouTube）
- 亜咲花・塚田悠衣 YOUR LOVE（2025年 - 、ニコニコ生放送・YouTube）[68]

### ラジオ
※はインターネット配信。
- 立花子 & 悠里 & 亜咲花のシェアラジオ[注 5]（2016年 - 2017年、HiBiKi Radio Station※）[69]
- Tokyo Running Style（2016年 - 2017年、HiBiKi Radio Station※）
- 亜咲花 Animetick Night（2017年 - 2022年、CBCラジオ）[70]
- A&G ARTIST ZONE 亜咲花のTHE CATCH（2019年 - 2022年、超!A&G+※）[71]
- Beat Around 834 サテライトFLASH（2021年4月 - 6月、メディアスFM）[72]
- アニメ・ステラー（2022年 - 2025年[73] 、NHKラジオ第1[注 6]、NHK-FM[注 7]）
- FAV FOUR（2025年 - 、NACK5）※木曜アシスタント[75]

### ポッドキャスト
- そのだけいばpresents 亜咲花と西村のラジパカ（2025年 - 、ラジオ大阪）※隔週木曜配信[76]。

### テレビアニメ
- アラフォー男の異世界通販（2025年、マイレン[初出 1]）
- うたごえはミルフィーユ（2025年、ゾーイ・デルニ[77]）

### ゲーム
- ウマ娘 プリティーダービー（2024年、エスポワールシチー[78][79]）

### その他コンテンツ
- 『女勇-JOYU- projectIII Final』寫眞展（2025年2月21日～3月2日、東京・ギャラリー・ルデコ）※展示写真モデル[80][81]

### 単独ライブ
ツアーについては1日目の日にちと会場のみ記載
| 出演日                                             | タイトル                                                | 会場                                    | 備考 |
| -------------------------------------------------- | ------------------------------------------------------- | --------------------------------------- | --- |
| 2018年3月4日                                       | 亜咲花1stワンマンライブ〜graduate from LJK〜            | Shibuya WWW（東京都）                   | [ 9 ] |
| 2018年10月19日                                     | 亜咲花 19th Birthday LIVE ～Make It Happen LTB～        | 渋谷 duo MUSIC EXCHANGE（東京都）       | ゲストとしてRun Girls, Run!が出演。 |
| 2019年3月23日                                      | 亜咲花 1st Tour 19BOX 〜Once In a Blue Moon FMA〜       | HOLIDAY NEXT NAGOYA（愛知県）           | |
| 2019年10月6日                                      | 亜咲花 20th Birthday Live ～EVE～                       | EX THEATER ROPPONGI（東京都）           | |
| 2020年11月20日                                     | 亜咲花ワンマンライブ2020 ～ERA～                        | ―                                       | オンライン配信ライブ |
| 2021年7月23日                                      | ASAKA Acoustic Live ～ACT～                             | 日本橋三井ホール（東京都）              | [ 83 ] |
| 2021年9月24日                                      | 亜咲花 2nd Tour Pontoon 〜Make a BIG WAVE!!～           | 梅田クラブクアトロ（大阪府）            | [ 84 ] [ 85 ] [ 86 ] |
| 2022年1月10日                                      | 亜咲花 5th ANNIVERSARY LIVE ～Thank you sooooo much!!～ | KT Zepp Yokohama（神奈川県）            | [ 87 ] |
| 2022年5月21日                                      | 亜咲花 SONG Extra Edition Vol.1                         | 浅草花劇場（東京都）                    | 亜咲花プロデュースによるライブイベント。 昼・夜2部制公演。                                                                                   |
| 2022年8月7日（開催延期） 2023年1月22日（振替公演） | 亜咲花 SONG Extra Edition Vol.2                         | 新宿LOFT（東京都）                      | 昼・夜の2部制公演。第1部は亜咲花のソロライブ、第2部にはゲストのYURiKAが出演。また、亜咲花の体調不良により、2023年1月22日へ開催延期となった。 |
| 2023年2月10日                                      | 亜咲花 Happy Valentines Live ♡GIVE ME CHOCOっと!♡       | 代官山SPACE ODD（東京都）               | [ 90 ] [ 91 ] |
| 2023年7月1日                                       | 亜咲花 3rd Tour Whoʼs ME? Triple Crown                  | あべの ROCKTOWN（大阪府）               | 東名阪3会場で開催。 |
| 2023年8月25日                                      | アサカーニバルフェス -3DAYS- in 埼玉                    | 西川口ハーツ（埼玉県）                  | |
| 2023年10月7日                                      | 亜咲花 Birthday Live 2023                               | Shibuya WWWX（東京都）                  | 10月9日に地元・名古屋で行う予定だった バースデーイベントが急遽中止となり、 代替ライブとして開催された。                                      |
| 2023年10月9日                                      | 亜咲花 緊急ライブ! 〜Today Is The Day〜                 | 栄 MUJICA（愛知県）                     | |
| 2023年11月19日                                     | 令和5年度 小原四季桜まつり 亜咲花ミニコンサート         | 小原ふれあい公園 特設ステージ（愛知県） | 愛知県豊田市「小原四季桜まつり」内で開催のミニライブ。                                                                                       |
| 2023年12月31日                                     | 亜咲花 Today Is The Day 〜ファイナルS 2023〜            | Twin Box AKIHABARA（東京都）            | |
| 2024年1月13日                                      | 亜咲花 サテライトCITYツアー 2024                        | someno kyoto（京都府）                  | 全国10都市10会場で開催。 |
| 2024年4月20日                                      | 亜咲花 サテライトCITYツアー 2024 Ⅱ                      | Thunder Snake Atsugi（神奈川県）        | 関東地方全6会場で開催。 |
| 2024年5月6日                                       | 亜咲花アコースティックライブ 〜Hearts Concerto 2024〜   | Shibuya O-NEST（東京都）                | 【Early Time】（昼）、【Twilight Time】（夜）の2部制公演。                                                                                   |
| 2024年5月25日                                      | 亜咲花 1st LIVE in TAIWAN ～First Step～                | Corner House 角落文創（台湾・台北市）   | [ 99 ] [ 100 ] |
| 2024年6月15日                                      | 亜咲花 Victory Road Tour 2024                           | 名古屋 JAMMIN’（愛知県）                | 東名阪3会場で開催。 |
| 2024年7月21日                                      | 亜咲花 ～Dualist～ 山崎あおい                           | GARRET udagawa（東京都）                | [ 102 ] |
| 2024年7月21日                                      | 亜咲花 BBメロディ～B面コレクション                      | GARRET udagawa（東京都）                | [ 102 ] |
| 2024年10月6日                                      | 亜咲花 25th Birthday Live ～Born This Way～ 2024        | 横浜 Bronth.LIVE（神奈川）              | 横浜の他に亜咲花の地元・名古屋でも開催。 |